# Maschinengewehr 151
Maschinengewehr 151, kort MG 151, var en tysk automatkanon från andra världskriget konstruerad av Mauser. 
Vapnet betecknades som kulspruta ("Maschinengewehr") då det ursprungligen hade en kaliber på 15,1 mm, men då vapnet behövde större verkan gjorde man en uppdaterad version med kaliber 20 mm, då i modern klassning en automatkanon. Vapen i 15,1 mm ombetecknades som MG 151/15 medan vapen i 20 mm betecknades MG 151/20.
Vapnet (specifikt 20 mm-varianten) såg stor användning som flygbeväpning på diverse flygplan under kriget. Mest klassiskt användes vapnet som motorkanon och akankapsel på flygplanet Bf 109 i modellerna F-4 framåt.

## Användare

### Krigsåren
- Bulgarien – Messerschmitt Bf 109G
- Finland – MT "Mersu", MSv "Mörkö Morane"
- Kungariket Italien
- Italienska sociala republiken
- Japanska imperiet – Kawasaki Ki-61 Hien
- Oberoende staten Kroatien – Messerschmitt Bf 109G
- Rumänien – I.A.R. 81C, SM.79 Sparviero, Messerschmitt Bf 109G
- Schweiz – Messerschmitt Bf 109G
- Slovakiska staten – Messerschmitt Bf 109G
- Spanska staten – Messerschmitt Bf 109F
- Tyska riket
- Tjeckoslovakien – Messerschmitt Bf 109, Focke-Wulf Fw 190
- Ungern – Messerschmitt Bf 109, Messerschmitt Me 210

### Efterkrigstiden
- Finland – MT "Mersu", MSv "Mörkö Morane", luftvärns
- Frankrike
- Grekland – Messerschmitt Bf 109G
- Israel – S-199 "Sakeen"
- Jugoslavien – Messerschmitt Bf 109G
- Portugal – Alouette III SE.3160
- Rhodesia – Alouette III SE.3160
- Sydafrika – Alouette III SE.3160

## Bruk (urval)
MG 151 har utgjort beväpning i varianter av följande fordon (urvalslista):

### Flygplansbeväpning
- Arado Ar 234C
- Bloch MB.170T
- Blohm & Voss BV 222 Wiking
- Dornier Do 18
- Dornier Do 24
- Dornier Do 217

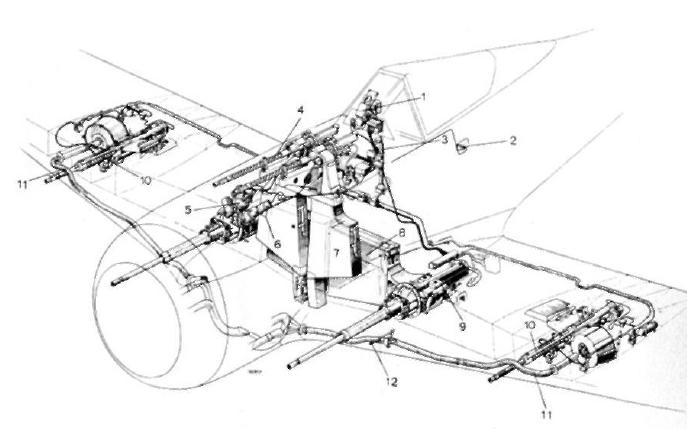
Fast beväpning hos ett Fw 190A-5 jaktflygplan.
• 7,92 mm MG 17 i övre motorkåpa
• 20 mm MG-FF/M utmed vingarna
• 20 mm MG 151/20 i vingrötterna

- Dornier Do 335A, Do 335B
- Fiat G.55 Centauro
- Focke-Wulf Fw 190A, D, F, G
- Focke-Wulf Fw 200
- Focke-Wulf Ta 152C, H
- Heinkel He 162B
- Heinkel He 177 Greif
- Heinkel He 219
- Henschel Hs 129
- I.A.R. 81C
- Savoia-Marchetti SM.79 Sparviero
- Junkers Ju 87D
- Junkers Ju 188
- Kawasaki Ki-61 Hien
- Macchi MC.205
- Messerschmitt Bf 109F, G, K
- Messerschmitt Bf 110G
- Messerschmitt Me 210
- Messerschmitt Me 262A-1a/U1
- Messerschmitt Me 264
- Messerschmitt Me 410A, B
- Valmet MSv "Mörkö Morane"
- SNCAC NC.900
- SNCAC NC.1070
- SNCASO SO.8000 Narval

### Helikopterbeväpning

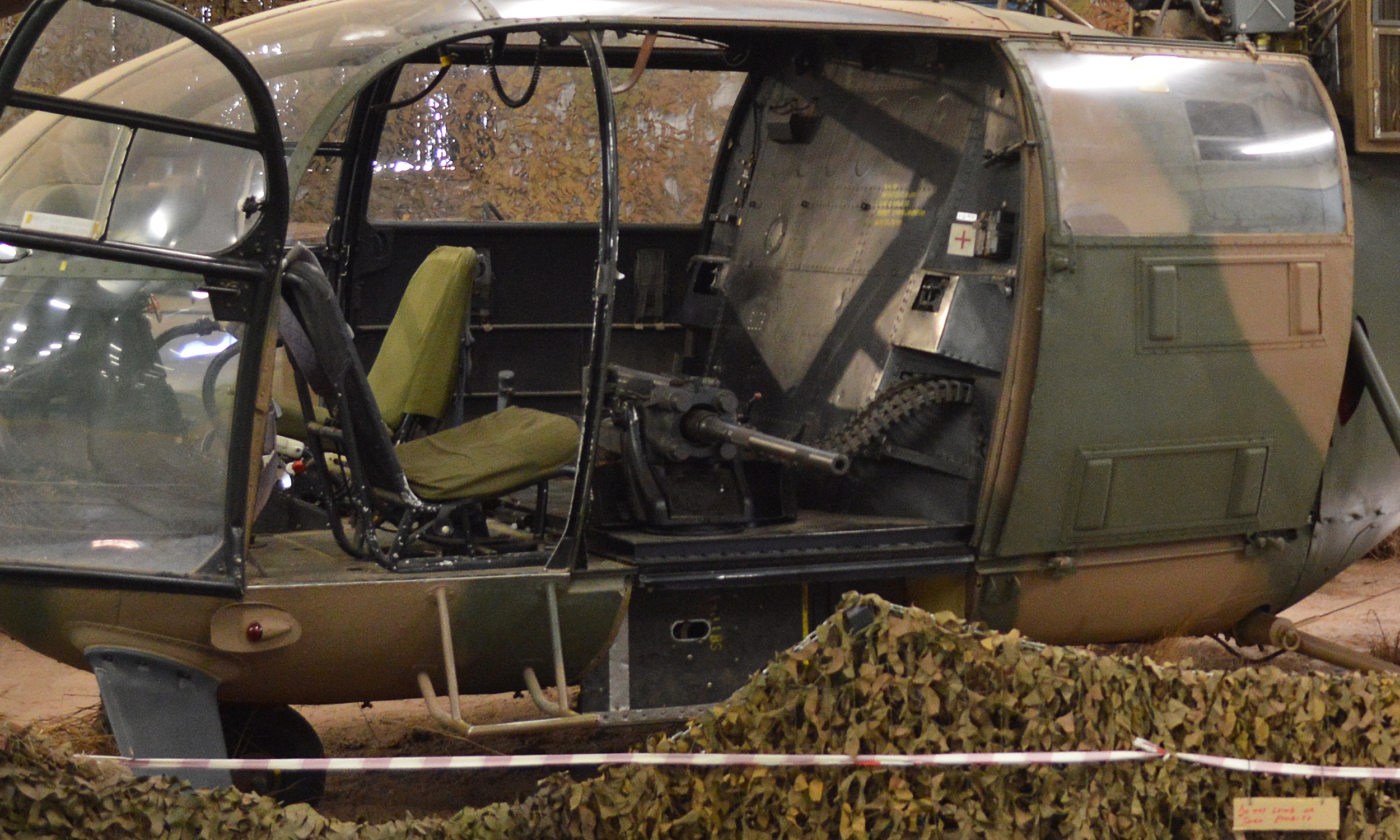
Sydafrikansk SE.3160 med en rörlig MG 151-automatkanon.

- Aérospatiale Alouette III SE.3160
- Aérospatiale Alouette III SE.3164 "Alouette canon"
- Sikorsky H-34 Choctaw
- Sikorsky H-34A Pirat

### Luftvärnsvapen

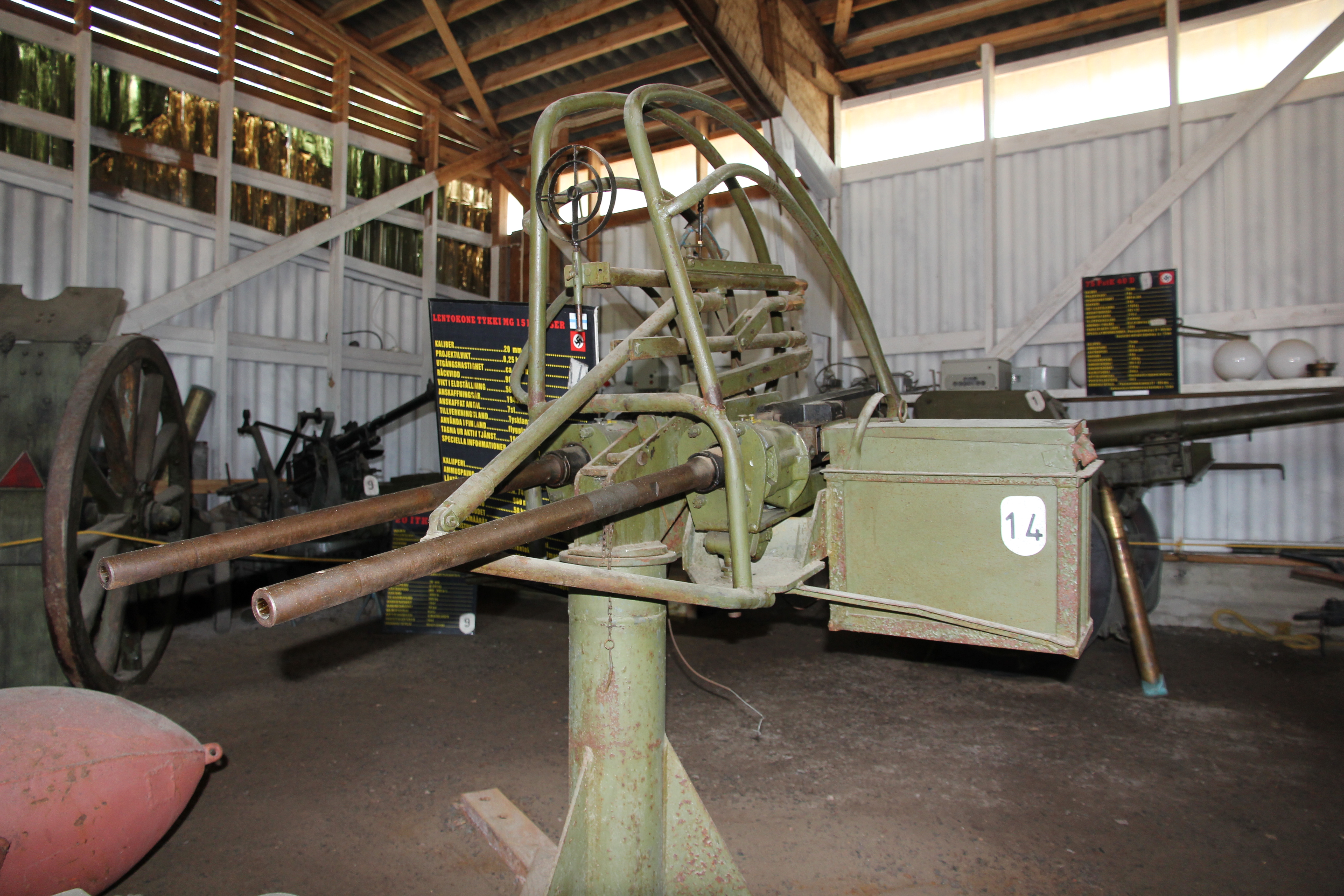
Finsk 20 TorKK MG-151 2 luftvärnspjäs.

- 20 mm torjuntakonekivääri MG-151 2 (20 TorKK MG-151 2)
- Canon de 20mm modèle MG151 sur affût 53 T1[1]
- SAMM S36Z
- SAMM S232
- SdKfz 251/21

### Wikipedia
Den här artikeln är helt eller delvis baserad på material från engelskspråkiga Wikipedia, MG 151 cannon, 3 november 2020.
Den här artikeln är helt eller delvis baserad på material från engelskspråkiga Wikipedia, Sud Aviation Alouette III in Portuguese service, 4 november 2020.